# Une femme sans amour
Pour l’article homonyme, voir Une femme sans amour (film, 1948).
Pour plus de détails, voir Fiche technique et Distribution.
Une femme sans amour (Una mujer sin amor) est un film mexicain réalisé en 1951 par Luis Buñuel et sorti en 1952. 
Le film est librement adapté du roman Pierre et Jean de Guy de Maupassant, publié en 1888.

## Synopsis
La belle et jeune Rosario, issue de milieu modeste, est mariée à Don Carlos Montero, un antiquaire fortuné. Lorsque ce dernier apprend que son fils, Carlitos, vient de commettre un vol, il le châtie sévèrement. Cloîtré dans sa chambre, le garçon fait une fugue. Il est bientôt recueilli par un adulte, l'ingénieur Julio Mistral, qui le ramène au bercail. Julio devient ensuite l'amant de Rosario. De leur liaison naît un enfant, Miguel, dont la mère dissimule l'identité au reste de la famille. Don Carlos subit alors une défaillance cardiaque. Rosario interprète cet événement comme un signe du destin et refuse, dès lors, de suivre Julio. Des années plus tard, Miguel et Carlitos deviennent frères ennemis après que Julio, décédé dans une contrée lointaine, ait légué ses biens à son fils légitime. Rongé par la jalousie et le soupçon, Carlitos découvre enfin la vérité. Après la mort de l'antiquaire, Rosario déclare à ses fils qu'elle a vécu une vie sans amour pour assurer leur bonheur. Enfin réconciliés, Miguel et Carlitos suivent, séparément, le cours d'une nouvelle existence tandis que leur mère se retrouve désormais seule.

## Fiche technique
- Titre du film : Une femme sans amour
- Titre original : Una mujer sin amor
- Titre alternatif :  Cuando los hijos nos juzgan (Quand les enfants nous jugent)
- Réalisation : Luis Buñuel
- Assistant-réalisateur : Mario Llorca
- Scénario et adaptation : Jaime Salvador et Rodolfo Usigli, d'après le roman Pierre et Jean de Guy de Maupassant, Editions Ollendorff, Paris, 1888, 277 p.
- Découpage technique : Luis Buñuel
- Directeur de la photographie : Raúl Martinez Solares
- Cameraman : Cirilo Rodriguez
- Format : Noir et blanc, 35 mm
- Ingénieur du son : Rodolfo Benitez
- Montage son : Antonio Bustos
- Musique : Raúl Lavista
- Montage : José Bustos
- Direction artistique : Gunther Gerszo
- Maquillage : Ana Guerrero
- Producteur : Sergio Kogan
- Société de production : Internacional Cinematográfica
- Société de distribution  Mexique : Columbia Pictures
- Tournage : du 16 avril à mai 1951 (20 jours) à Mexico, à Bosque de Chapultepec (Mexico) ainsi qu'aux studios Clasa (Mexico)
- Pays d'origine :  Mexique
- Langue originale : Espagnol
- Durée : 90 minutes
- Sortie : 31 juillet 1952 à Mexico

## Distribution
- Rosario Granados : Rosario Montero, une femme mariée sans amour
- Julio Villareal : Don Carlos Montero, un antiquaire son mari autoritaire
- Tito Junco : Julio Mistral, un bel ingénieur dont Rosario tombe amoureuse
- Jaime Calpe : Carlitós Montero, le petit garçon de Rosario et de Don Carlos
- Joaquín Cordero : Carlos (anciennement Carlitós) Montero adulte, le fils aîné médecin qui voudrait ouvrir sa propre clinique
- Xavier Loya : Miguel Montero, son frère cadet
- Elda Peralta : Luisa, la bonne des Montero
- Eva Calvo : Rita, une infirmière, la maîtresse
- Miguel Monzano : le médecin

- ainsi que, non crédités
- Ricardo Adalid : un client de Carlos
- Daniel Arroyo : un invité à la fête
- Rodolfo Calvo : Don Feliciano
- Angel Infante : Gonzalez
- Blanca Marroquin : une femme de ménage
- Roberto Meyer : Don Nicolas Palafox
- Inès Murillo : Chole, une femme de ménage
- Humberto Rodriguez : l'employé de Don Carlos

## Autres adaptations dePierre et Jeanau cinéma
- Pierre et Jean, film français muet d'Émile-Bernard Donatien (1924)
- Pierre et Jean, film français d'André Cayatte (1943)

## Autour du film
Luis Buñuel assurait qu' Une femme sans amour avait été son film le plus mauvais. « J'ai dû le tourner en vingt jours et avec moins de moyens. Je mets Wyler au défi de réaliser un film dans de telles conditions », déclara-t-il. Mais, en adaptant ce roman, où Guy de Maupassant « fait mener à son personnage principal, Pierre Roland, une sorte d'enquête policière sur l'imposture de toute naissance », le réalisateur espagnol caressait, sans doute, de grands espoirs. Les mêmes, peut-être, qu'exprime Maupassant dans Le Roman, essai lié au sort de Pierre et Jean : « Au lieu de machiner une aventure et de la dérouler de façon à la rendre intéressante jusqu'au dénouement [...] (le romancier) montrera [...] comment les esprits se modifient sous l'influence des circonstances environnantes, tantôt comment se développe les sentiments et passions, [...] comment on se combat dans tous les milieux, comment luttent les intérêts bourgeois, les intérêts d'argent, les intérêts de famille [...] ».
Avec Una mujer sin amor, Buñuel se contentera d'un mélodrame. « Excellent, cependant », estime Bill Krohn qui ajoute : « le réalisateur a transporté l'histoire dans le Mexique moderne, aux mœurs patriarcales persistantes, où faire d'une femme infidèle son héroïne est considérablement plus subversif qu'en France. »
Charles Tesson note également, comme chez Maupassant, la présence de l'obsession généalogique dans l'œuvre de Buñuel. Don Quintin l'amer, film précédant celui-ci, évoquait un personnage mettant en doute sa paternité et répudiant sa fille. Una mujer sin amor prolonge cette perspective en mettant en scène deux frères aux pères différents. Chez le réalisateur espagnol, l'héroïne c'est, toutefois, Rosario. « Telle que Buñuel la filme, elle devient une héroïne de Dreyer, le sin amor de l'une se conjuguant fort bien avec le amor omnia de Gertrud », commente Charles Tesson, décrivant l'ultime scène du film. « Il y a dans cet épilogue d' Una mujer sin amor quelque chose de funèbre. La femme sort la photo (celle de Julio, son amant) de la boîte de la même façon qu'on déterre un cadavre, comme si elle pouvait enfin vivre au grand jour avec lui », affirme-t-il. Séquence que Bill Krohn dépeint de cette façon : « Le plan final montrant Rosario tricotant au coin du feu et auprès d'une photo de son amant posée sur son manteau n'en est pas moins digne d'un metteur en scène de mélodrames hollywoodien que Buñuel admirait beaucoup, Frank Borzage ».